# Buru (Indonesia)
Buru (anche Bouru) è un'isola nella provincia di Maluku dell'Indonesia. Si trova a ovest delle isole Ambon e Ceram. Il principale villaggio e porto è Namlea sulla costa nordest. Durante il periodo dell'ex-Presidente Suharto, che istituì il regime amministrativo del "Nuovo Ordine", Buru venne designata per ospitare una prigione usata per trattenere migliaia di prigionieri politici. Mentre era in custodia a Buru, lo scrittore Pramoedya Ananta Toer scrisse i romanzi del Buru Quartet.

## Geografia
Con 9.505 km², Buru è la terza maggiore isola tra le isole Molucche. Il centro dell'isola è montagnoso, con una pianura costiera dove vive circa l'80% dei suoi abitanti. L'elevazione maggiore è il Gunung Kaplamada, con un'altitudine di 2.729 m. Importanti prodotti di quest'isola sono l'ebano, il teak, il sago, e la palma da cocco.

## Storia
L'isola di Buru venne identificata nel XIV secolo, grazie al manoscritto dei Majapahit, i. Nagarakretagama, come la Hutan Kadali (l'isola con dense foreste) nell'area orientale delle Molucche, vicina ad Ambon (L'isola delle spezie). Prima di essere colonizzata dagli olandesi, Buru si trovava sotto la sfera d'influenza del regno dell'isola Ternate. L'isola venne occupata dalla Compagnia olandese delle Indie orientali (VOC) nel 1658. I colonizzatori deportarono una gran parte della popolazione dai loro villaggi dell'entroterra verso la pianura costiera, dove potevano essere più strettamente controllati. Nel XIX secolo, quando alla VOC venne sottratto il controllo formale, e l'isola posta sotto un governatore, e dunque sotto la sovranità dei Paesi Bassi, gli olandesi affidarono a dei leader nativi denominati raja, la gestione delle questioni locali sull'isola.

### Campo di prigionia (1965-1998)
Buru divenne parte dell'Indonesia dopo l'indipendenza della grande nazione nel 1950. Durante l'amministrazione del Presidente Suharto (1965-1998), l'isola divenne un luogo di detenzione, con un grande campo di concentramento che ospitava comunisti e altri dissidenti politici. Nel 1977, circa 14.000 prigionieri erano reclusi sull'isola. Il più famoso tra questi era l'autore Pramoedya Ananta Toer. Dal momento che gli era stata negata carta e penna, compose e memorizzò le storie che sarebbero diventate la sua opera Buru Quartet, raccontandole ad altri prigionieri, e facendo che così si tramandassero all'esterno una volta liberati.

## Cultura
Gli isolani di Buru fanno una chiara distinzione tra la maggioranza delle popolazioni costiere e il piccolo numero di montanari. La popolazione della regione costiera in genere è di fede Islamica, e circa un terzo è considerata indigena, mentre il resto sono immigrati. Comunque nell'intendimento locale, esiste un'ampia definizione di immigranti, dal momento che molte di queste famiglie son vissute in Buru per molte generazioni dal momento del loro trasferimento da qualche altra isola delle Molucche. Esiste anche una popolazione di giavanesi transmigranti che sono emigrati sull'isola sin dagli anni sessanta. La piccola popolazione di montanari che resiste sulle montagne differisce dalle popolazioni costiere per il fatto che non sono Musulmani, e che hanno interazioni sociali limitate con le popolazioni costiere e con quelle delle isole vicine.